# Вилочка (шашечный дебют)

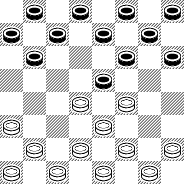
Табия дебюта

Вилочка — дебют в русских шашках. Название предложил Вячеслав Константинович Лисенко, исходя из рисунка позиции после второго хода белых (Цукерник,1996, С. 60): 1. cd4 de5. 2. gf4 и возникает характеризующая дебют расстановка шашек. Медков и Мишин писали: «Удачное название этого начала (сравн. расположение шашек после 2-го хода белых) предложено В. К. Лисенко» 
«Белые, — пишут в своем курсе дебютов Потапов и Рамм (1938, С.75), — избегают вариантов прямого и обратного перекрёстка и стремятся занять в начале игры центральные поля доски. Недостатком продолжения с 2.g3 — f4 является преждевременная игра на правом фланге».
От выбора чёрных направления боя возникают две системы дебюта: 2…ec3 и 2…eg3